# 경산제일고등학교
경산제일고등학교(慶山第一高等學校)는 대한민국 경상북도 경산시 자인면 동부리에 있는 사립 고등학교이다.

## 학교 연혁
- 1969년 10월 27일 : 학교법인 성림학원 설립인가, 초대 이사장 조홍렬 장로 취임
- 1969년 12월 15일 : 자인여자중학교 설립인가 (학년당 2학급)
- 1970년 3월 1일 : 초대 조인식 교장 취임
- 1974년 1월 5일 : 자인여자상업고등학교 설립인가 (학년당 2학급)
- 1982년 5월 8일 : 강당 (체육관) 준공 360평
- 1987년 3월 1일 : 자인여자종합고등학교로 교명 변경인가 (보통 1학급 개설)
- 1990년 3월 1일 : 자인여자상업고등학교 교명 변경인가 (학년당 상업과 3학급, 정보처리과 2학급 계 5학급)
- 1994년 3월 1일 : 경산여자상업고등학교로 교명 변경
- 1999년 3월 1일 : 경산여자전산고등학교로 교명 변경 (학년당 사무자동화과 3학급, 정보처리과 2학급 계 5학급)
- 2004년 10월 26일 : 교육정보관 개관
- 2013년 3월 1일 : 경산여자상업고등학교로 교명 변경
- 2013년 9월 11일 : 제3대 유영귀 이사장 취임
- 2020년 3월 2일 : 학칙 변경인가(학년당 사무회계과 2, 금융경영과 1, 보건간호과 2 계 5학급)
- 2021년 3월 1일 : 경산제일고등학교로 교명 변경
- 2022년 3월 2일 : 학칙 변경인가(학년당 사무회계과 1, 서비스경영과 1, 부사관사무과 1, 보건간호과 2 계 5학급)
- 2023년 3월 1일 : 제7대 최요한 교장 취임
- 2023년 12월 28일 : 고등학교 제48회 8,453명(84명) 졸업
- 2024년 3월 4일 : 제49회 입학식(5학급 127명)

## 설치 학과
- 보건간호과
- 서비스경영과
- 부사관사무과
- 사무회계과

## 참고 자료
- 경산제일고등학교 - 한국교육학술정보원 학교알리미